# Mario Cuomo

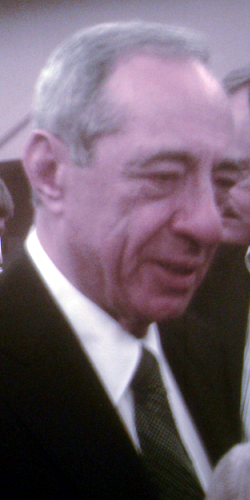
Mario Cuomo

Mario Matthew Cuomo, född 15 juni 1932 i Queens i New York, död 1 januari 2015 i New York, var en amerikansk politiker. Han var den 56:e guvernören i delstaten New York 1983–1994.  Hans son Andrew Cuomo var mellan 2011 och 2021 New Yorks guvernör.
Han avlade 1953 sin grundexamen och 1956 juristexamen vid St. John's University i New York.
Cuomo kandiderade i 1977 års borgmästarval i New York. Han förlorade i demokraternas primärval mot Ed Koch men bestämde sig trots allt kandidera för det lilla partiet Liberal Party of New York. Han förlorade knappt på nytt mot Koch i själva borgmästarvalet.
I 1978 års guvernörsval valdes Cuomo som demokrat till viceguvernör i New York. Han tjänstgjorde som viceguvernör 1979-1982. I 1982 års guvernörsval besegrade han Koch i demokraternas primärval och vann knappt mot republikanen Lewis Lehrman i själva guvernörsvalet. Efter tre mandatperioder som guvernör förlorade Cuomo i 1994 års guvernörsval mot George Pataki.

## Politiska åsikter
Cuomo blev känd för sina liberala värderingar, i synnerhet sitt starka ställningstagande mot dödsstraff. Han var katolik, men ansåg att moraliska beslut (som till exempel abort) skall lämnas till individerna.[källa behövs]